# Hala, Syria
Hala (tiếng Ả Rập: حله) là một ngôi làng ở miền nam Syria, một phần hành chính của Tỉnh bang Dimashq, nằm ở phía đông bắc Damascus thuộc dãy núi Qalamoun. Các địa phương lân cận bao gồm Ma'loula và Yabroud về hướng đông bắc, Hosh Ả Rập, Rankous và Assal al-Phường ở phía đông bắc và Jayroud và al-Qutayfah về phía đông. Theo Cục Thống kê Trung ương Syria, Hala có dân số 3.921 người trong cuộc điều tra dân số năm 2004.